# Magirus
Magirus — немецкая автомобилестроительная компания, основанная в 1866 году и производившая грузовые автомобили, противопожарную технику и автобусы. В 1936 году фирма была выкуплена кёльнским акционерным обществом Deutz AG, после чего автобусы, грузовые и пожарные автомобили стали выпускаться под маркой Magirus-Deutz. В настоящее время компания называется Iveco Magirus AG.

## История
История компании началась в 1864 году, когда командир добровольной пожарной команды города Ульм Конрад Дитрих Магирус (нем. Conrad Dietrich Magirus, 1824—1895) на правах коммандитиста вошёл в коммандитное товарищество Gebr. Eberhardt offene Handels- und Kommanditgesellschaft, занимавшееся производством оборудования для пожарных повозок. После того как между Магирусом и братьями Эберхард возникли разногласия, первый в 1866 году организовал собственную фирму под названием Feuerwehr-Requisiten-Fabrik C. D. Magirus. Основное производство было расположено в окрестностях города Ульма. Компания начала с изготовления противопожарного оборудования. В 1903 году изготовлен первый пожарный автомобиль. В 1911 году фирма преобразуется в акционерное общество C. D. Magirus AG. В 1916 году начато производство грузовиков. К этому времени фирмой уже было освоено собственное производство ходовой части и моторов, но использовались двигатели и других фирм, к примеру, фирмы Maybach. В 1919 году Magirus были выпущены первые автобусы. В 1932 году, из-за мирового экономического кризиса, фирма попала под управление кредитовавшего банка, а в 1936 году фирму выкупило кёльнское акционерное общество Deutz AG, занимавшееся производством локомотивов, грузовиков, автобусов и сельскохозяйственных машин. В 1938—1941 годах фирма участвовала в создании и переоборудовании танков в мостоукладчики (Brückenleger). В Deutz AG под маркой Magirus-Deutz производились грузовики, автобусы и пожарные автомобили. В 1974 году Deutz AG передало свою дочернюю фирму в организованный итальянским Fiat концерн Iveco.
2 октября 1974 года состоялось подписание крупнейшего для западногерманской фирмы контракта, так называемый «Дельта-проект», по которому в СССР в 1975—1976 годах было поставлено около девяти с половиной тысяч грузовиков. Из них более шести тысяч машин пришлось на трёхосные самосвалы модели 290 D 26 K грузоподъёмностью 14,5 т (колёсная формула 6 × 4), оснащённые 10-цилиндровыми 290-сильными дизелями воздушного охлаждения фирмы Deutz, шестиступенчатыми коробками передач, блокируемыми дифференциалами. Также были приобретены двухосные самосвалы Magirus 232 D 19 грузоподъемностью 10 т с колёсной формулой 4 × 2 и бортовые грузовики — как трёхосные, так и двухосные. Всего было закуплено грузовиков на 1,04 млрд немецких марок. Позднее в 1981—1982 годах в дополнение к контракту были заказаны запчасти на сумму ещё около 200 млн марок.
9500 грузовиков и 1000 тягачей Magirus-Deutz использовались при строительстве Байкало-Амурской магистрали, на рудниках Норильского комбината, на разработках новых газовых месторождений Западной Сибири и в северном Казахстане.

## Фотогалерея моделей
- Magirus-Leiter von 1904
- Magirus O 3500 Bus 1954
- Magirus-Deutz-Lkw
- Magirus TR 120
- Magirus-Bus (IVECO) R 81 Turbo
- Magirus, первоначально принятый за газваген
- Magirus образца 1923 года